# Місто Давида

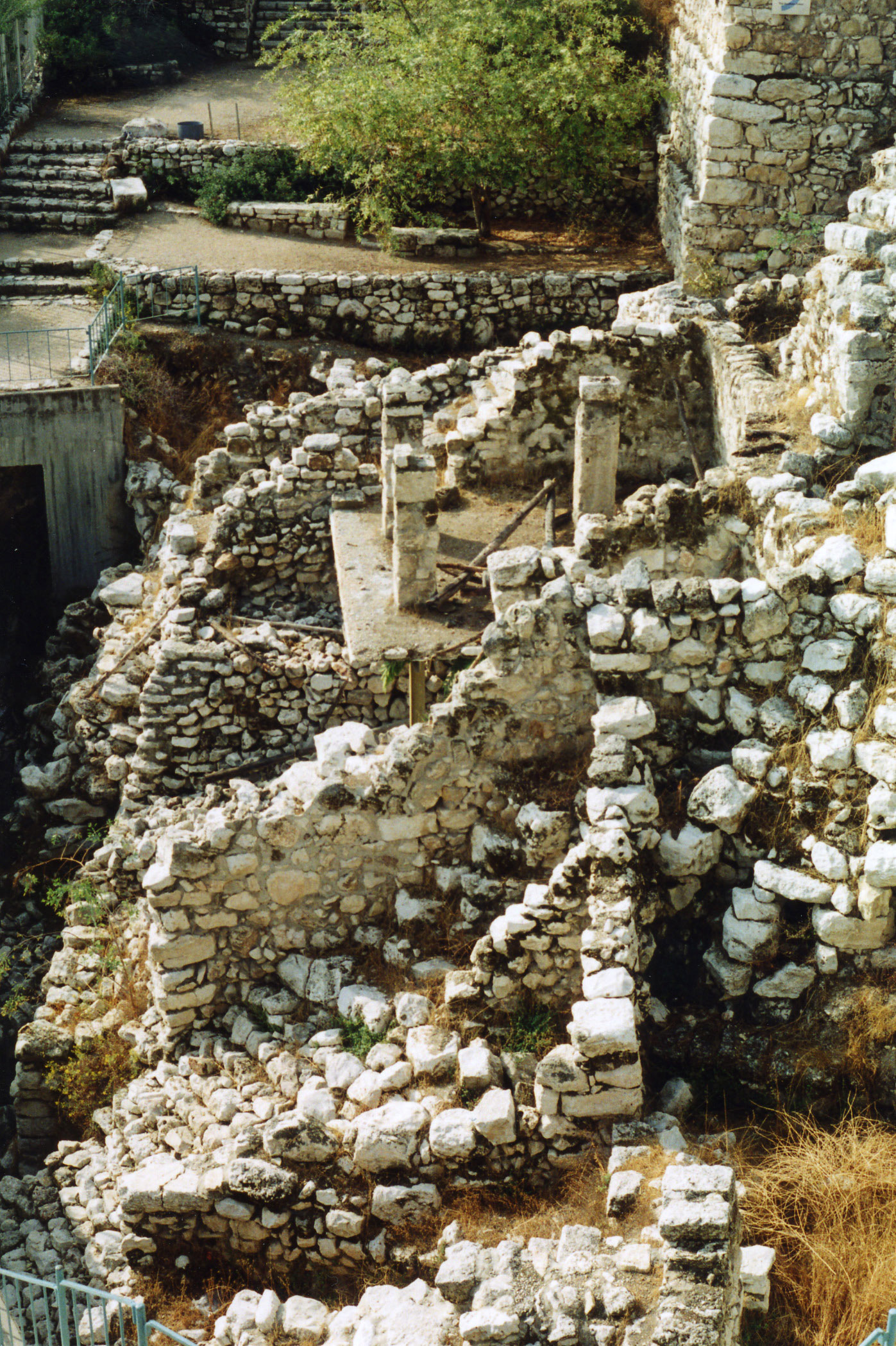

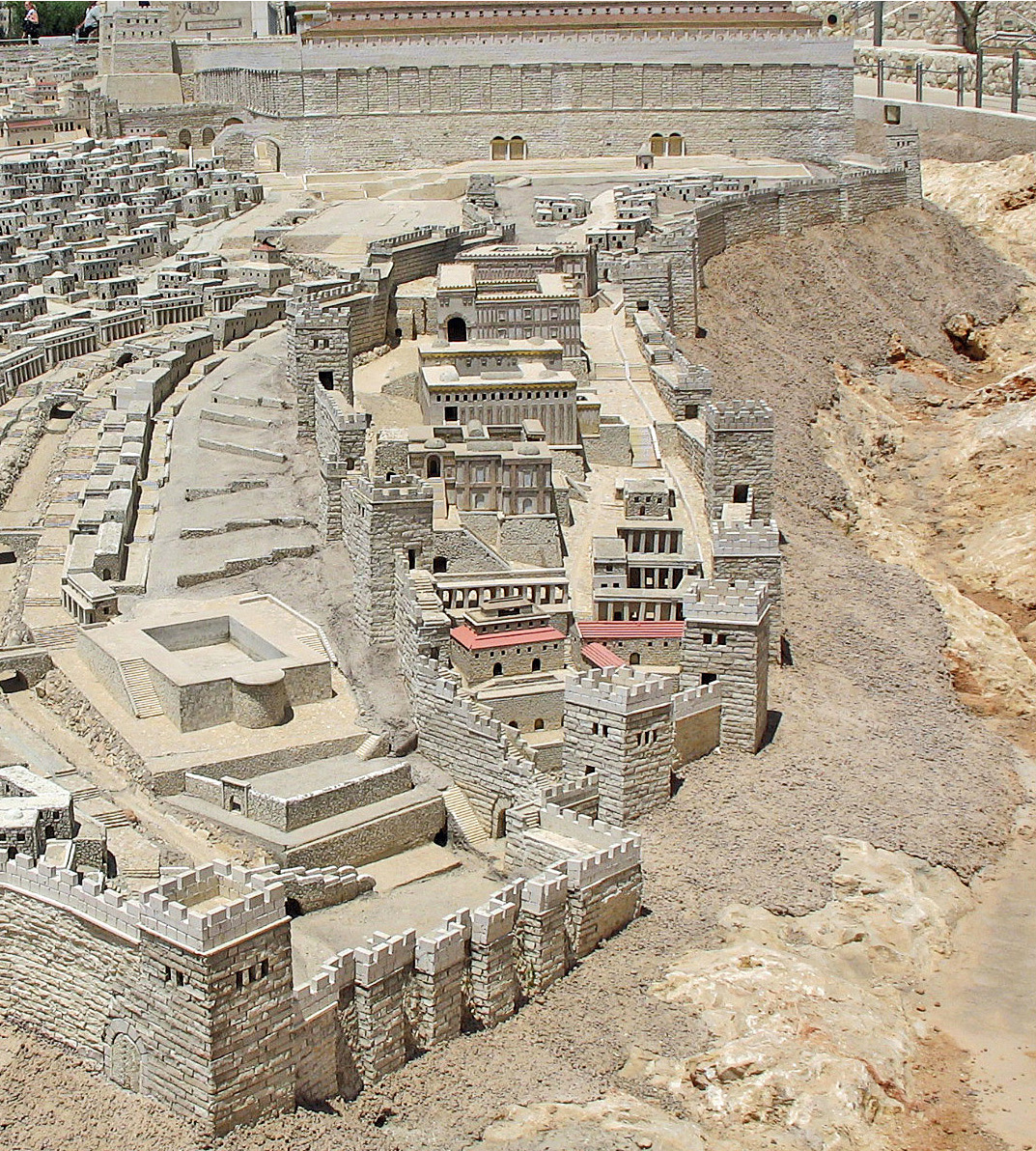

Мі́сто Дави́да (івр. עיר דוד), також відоме як Офе́л (івр. העופל) — найстаріша частина Єрусалиму, яка міститься на пагорбі Офел за межами Старого Міста напроти Сіонської і Сміттєвої брами (нині в межах міста). 
Са́ме тут цар Давид заснував місто, що стало столицею Юдеї.
Археологічні розкопки довели, що місто від початку будувалося на терасах, підтримуваних могутніми підпірними мурами завтовшки близько 2,5 м. Вже у ХХ столітті розкопано рештки будівель VIII ст. до н.е. — VIII ст. н.е..
У місті Давида діяв один з найдавніших водогонів. Вода підземним тунелем, збудованим за царя Єзекії (727—698 рр. до н.е.), надходила до спеціально спорудженої Сілоамської купелі з джерела Гіхон (також відоме як «Фонтан Марії», бо Діва Марія вибиралася до нього прати), розташованого в Кедронській долині. 
Трохи південніше Сілоамської купелі міститься Акелдама («Поле крові»),  куплене за 30 срібняків Юди Іскаріота який зрадив Христа. У теперішній час над цим місцем стоїть грецький православний монастир св. Онуфрія (XIX ст.). Під монастирем є «Печера апостолів», де відпочивали учні Христові.
Неподалік від Сілоамської церкви, східніше Сіонської брами міститься Церква святого Петра в Ґаліканту, збудована 1931 року на місці храму візантійської доби. Трохи на південь від церкви в ході розкопок виявлено археологічні пам'ятки епохи візантійського панування: руїни церкви, залишки мозаїк тощо. 
Влітку 2022 року, під час розкопок на території древнього комплексу Храм-стовп у місті Давида, археологами було знайдено глиняну табличку віком 3500 років із загадковими надписами, які виявився прокляттям тодішньому губернатору міста. Табличку з надписом було визнано найдавнішою, яку коли-небудь виявляли на території Єрусалиму.

## Джерело
- Израиль. Справочник-путеводитель., Ростов: «Феникс», 2000, стор. 227-228 (рос.)